# بنگت هایمن
بنگت هایمن (انگلیسی: Bengt Heyman; ۲۶ اوت ۱۸۸۳ – ۳ ژوئن ۱۹۴۲) قایقران، و قایقران قایق بادبانی اهل سوئد بود.